# Чемпионат Европы по баскетболу 1977
20-й чемпионат Европы по баскетболу проходил в Бельгии с 15 по 24 сентября 1977 года. Матчи принимали города Льеж и Остенде: в Льеже проходили матчи группы «А», а также полуфинальные и финальные игры; в Остенде — матчи группы «Б». В финальной стадии приняли участие 12 национальных сборных. Чемпионом в 3-й раз подряд стала сборная Югославии.
Формула турнира отличалась от предыдущего: 12 команд были разбиты на 2 предварительные группы, затем проводились полуфинальные игры (по «перекрёстной» схеме: первая команда группы «А» соперничала со второй командой группы «Б» и т. д.) и финальный раунд.

## Групповой этап
|  | Выход в финальный раунд |

### Группа «А»
| Место | Команда  | Игры | Поб | Пор | Забито | Пропущено | +/-  | Очки |
| ----- | -------- | ---- | --- | --- | ------ | --------- | ---- | ---- |
| 1     | Италия   | 5    | 5   | 0   | 428    | 310       | +118 | 10   |
| 2     | СССР     | 5    | 4   | 1   | 523    | 395       | +128 | 8    |
| 3     | Болгария | 5    | 3   | 2   | 444    | 464       | −20  | 6    |
| 4     | Израиль  | 5    | 2   | 3   | 427    | 438       | −11  | 4    |
| 5     | Франция  | 5    | 1   | 4   | 377    | 449       | −72  | 2    |
| 6     | Австрия  | 5    | 0   | 5   | 384    | 467       | −83  | 0    |

15 сентября
- СССР —  Австрия 101:61 (46:28)
- Болгария —  Израиль 88:86 (42:40)
- Италия —  Франция 70:59 (35:24)

16 сентября
- Болгария —  СССР 96:117 (44:63)
- Франция —  Австрия 86:81 (39:40)
- Италия —  Израиль 78:73 (37:32)

17 сентября
- Франция —  Болгария 76:87 (33:51)
- Италия —  Австрия 85:70 (41:37)
- Израиль —  СССР 69:103 (38:61)

19 сентября
- Австрия —  Болгария 85:92 (37:51)
- Израиль —  Франция 96:82 (45:34)
- Италия —  СССР 95:87 (52:50)

20 сентября
- Австрия —  Израиль 87:103 (42:47)
- Италия —  Болгария 100:81 (46:40)
- СССР —  Франция 115:74 (62:35)

### Группа «Б»
| Место | Команда      | Игры | Поб | Пор | Забито | Пропущено | +/- | Очки |
| ----- | ------------ | ---- | --- | --- | ------ | --------- | --- | ---- |
| 1     | Чехословакия | 5    | 5   | 0   | 441    | 392       | +49 | 10   |
| 2     | Югославия    | 5    | 4   | 1   | 492    | 425       | +67 | 8    |
| 3     | Бельгия      | 5    | 2   | 3   | 451    | 456       | −5  | 4    |
| 4     | Нидерланды   | 5    | 2   | 3   | 435    | 470       | −35 | 4    |
| 5     | Испания      | 5    | 2   | 3   | 420    | 437       | −17 | 4    |
| 6     | Финляндия    | 5    | 0   | 5   | 408    | 467       | −59 | 0    |

15 сентября
- Нидерланды —  Чехословакия 73:90 (36:44)
- Бельгия —  Финляндия 107:98 (45:39, 81:81, 94:94) 2ОТ
- Испания —  Югославия 76:79 (27:46)

16 сентября
- Финляндия —  Югославия 80:88 (35:41)
- Нидерланды —  Испания 114:95 (59:34)
- Бельгия —  Чехословакия 61:67 (27:30)

17 сентября
- Финляндия —  Нидерланды 67:87 (40:46)
- Чехословакия —  Испания 73:70 (36:37)
- Бельгия —  Югославия 83:111 (43:45)

19 сентября
- Чехословакия —  Финляндия 100:85 (49:36)
- Югославия —  Нидерланды 111:75 (48:35)
- Бельгия —  Испания 93:94 (49:41)

20 сентября
- Испания —  Финляндия 85:78 (46:44)
- Югославия —  Чехословакия 103:111 (48:55)
- Бельгия —  Нидерланды 107:86 (52:59)

## Полуфинальный раунд
Матчи проходили 22 и 23 сентября.
За 9-12-е места
- Франция —  Финляндия 72:73 (40:40)
- Испания —  Австрия 88:84 (44:41)

За 5-8-е места
- Болгария —  Нидерланды 108:85 (44:37)
- Бельгия —  Израиль 74:81 (46:50)

За 1-4-е места
- Италия —  Югославия 69:88 (32:45)
- Чехословакия —  СССР 76:91 (38:37)

## Финальный раунд
Матчи проходили 23 и 24 сентября.
- Франция —  Австрия 89:71 (45:37)
- Финляндия —  Испания 89:106 (43:48)
- Нидерланды —  Бельгия 104:89 (42:49)
- Болгария —  Израиль 78:88 (47:47)

### Матч за 3-е место
- Италия —  Чехословакия 81:91 (37:45)

### Финал
- Югославия —  СССР 74:61 (42:27)

## Символическая сборная
По итогам группового этапа аккредитованные на турнире журналисты и специалисты выбрали символические сборные каждой из групп. Лучшими игроками группы «А» были названы Пьерлуиджи Марцорати, Дино Менегин (оба — Италия), Владимир Ткаченко, Владимир Арзамасков (оба — СССР) и Атанас Голомеев (Болгария); группы «Б» — Иржи Поспишил, Камил Брабенец (оба — Чехословакия), Кес Акербом (Нидерланды), Крешимир Чосич и Драган Кичанович (оба — Югославия).
По итогам всего турнира в символическую сборную вошли Зоран Славнич (Югославия), Мики Беркович (Израиль), Дражен Далипагич (Югославия), Кес Акербом (Нидерланды) и Атанас Голомеев (Болгария). Дражен Далипагич также получил награду как самый ценный игрок чемпионата.

## Итоговая таблица
| Место | Сборная      |
| ----- | ------------ |
| 1     | Югославия    |
| 2     | СССР         |
| 3     | Чехословакия |
| 4     | Италия       |
| 5     | Израиль      |
| 6     | Болгария     |
| 7     | Нидерланды   |
| 8     | Бельгия      |
| 9     | Испания      |
| 10    | Финляндия    |
| 11    | Франция      |
| 12    | Австрия      |

## Составы команд-призёров
Сборная Югославии: 4. Йошко Папич, 5. Драган Кичанович, 6. Винко Еловац, 7. Дуе Крстулович, 8. Желько Ерков, 9. Анте Джогич, 10. Зоран Славнич, 11. Крешимир Чосич, 12. Ратко Радованович, 13. Жарко Вараич, 14. Дражен Далипагич, 15. Мирза Делибашич; тренер — Александр Николич
  Сборная СССР: 4. Станислав Ерёмин, 5. Виктор Петраков, 6. Валерий Милосердов, 7. Александр Сальников, 8. Владимир Арзамасков, 9. Александр Харченков, 10. Сергей Белов, 11. Владимир Ткаченко, 12. Анатолий Мышкин, 13. Михаил Коркия, 14. Александр Белостенный, 15. Владимир Жигилий; тренер — Александр Гомельский
  Сборная Чехословакии: 4. Йозеф Нечаш, 5. Войтех Петр, 6. Иржи Конопасек, 7. Владимир Птачек, 8. Станислав Кропилак, 9. Павол Бояновский, 10. Зденек Кос, 11. Иржи Поспишил, 12. Властимил Климеш, 13. Камил Брабенец, 14. Зденек Доуша, 15. Густав Грашка; тренер — Павел Петера

## Судьи
- Артеник Арабаджиян
- Карлос Багуэ
- Павол Безек
- Йос ван де Крёйс
- Питер ван дер Виллиге
- Дэн Вулдридж
- Михаил Давыдов
- Давид Даган
- Иван Майнини[фр.]
- Марек Пашуха
- Хью Ричардсон
- Серджио Соленги
- Дэвид Тёрнер
- Драгаш Якшич